# Phạm Hữu Chung
Phạm Hữu Chung (chữ nôm: 范有鐘) hay Phạm Phúc Cẩn (范福菫) là một nhà toán học thời Lê trung hưng ở Việt Nam, là người biên soạn sách Cửu chương lập thành Toán pháp.

## Thân thế và sự nghiệp
Thân thế và sự nghiệp của ông hiện nay vẫn chưa rõ. Những thông tin ít ỏi về ông được trích từ các bản sách Cửu chương lập thành Toán pháp còn lưu tại Viện Hán Nôm. Hiện có hai bản in (năm 1713  và 1721) và một bản viết tay đã được biên tập lại, có lẽ là vào đầu thế kỉ XIX. Cuốn sách được cho là do Phạm Hữu Chung (范有鍾), tên chữ là Phúc (福), bút danh là Phúc Cẩn (福謹).
Theo sách "Danh nhân quê hương", do Ty Văn hóa Thông tin Hà Sơn Bình ấn hành năm 1976, thì Phạm Hữu Chung (范有鐘) là người huyện Thanh Lâm, Hải Hưng, đời Lê Dụ Tông có tên tự là Phúc Cẩn.

## Cửu chương lập thành Toán pháp

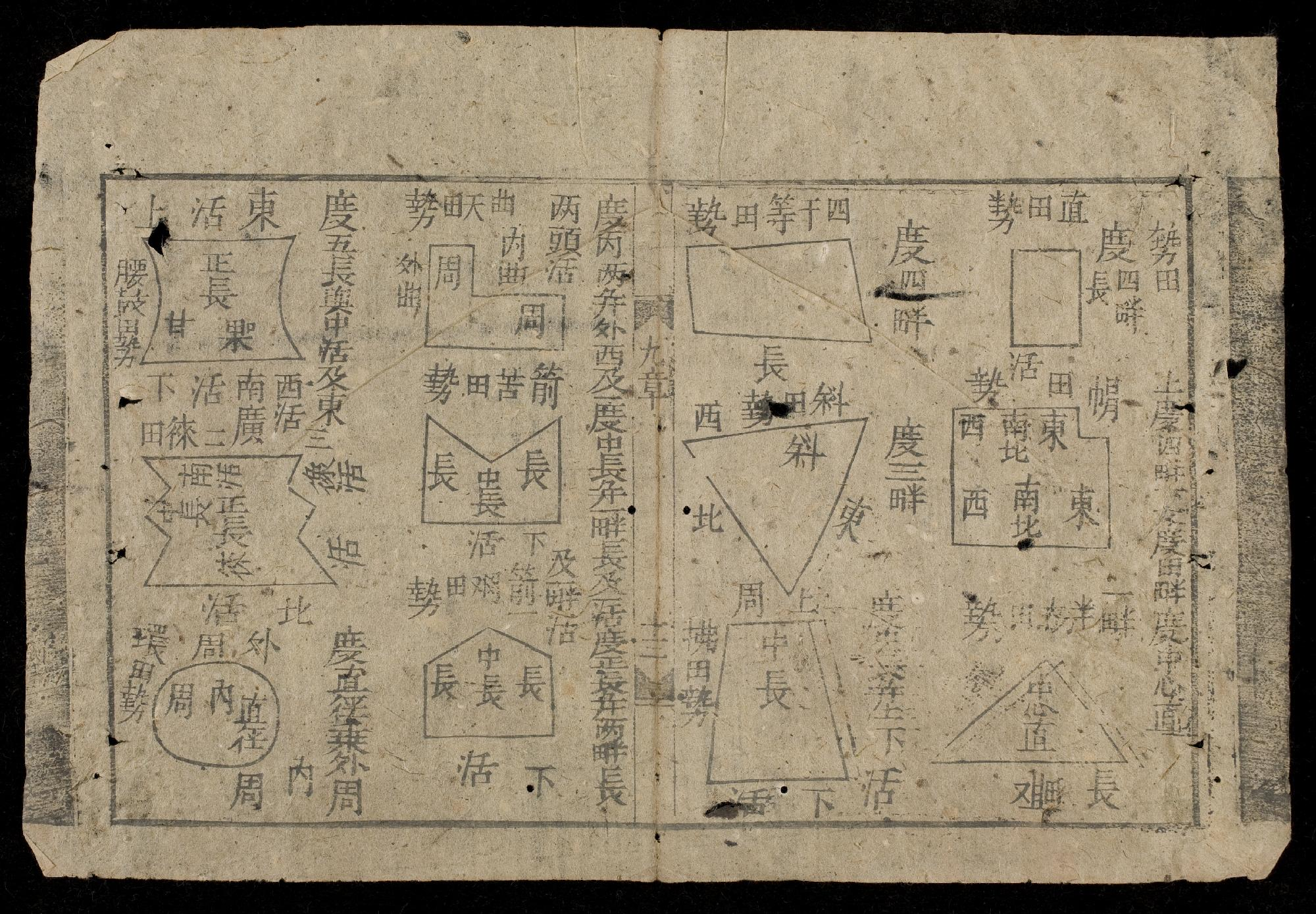
Các trang Cửu chương lập thành Toán pháp.

Cửu chương lập thành Toán pháp (九章立成算法) do Thập Lý hầu Ngô Sĩ cho in lần đầu vào đời Lê Dụ Tông, năm Vĩnh Thịnh Quí Tị (1713). Đây là một sách toán đời Lê, trình bày dưới dạng các bài ca Nôm.
Đoạn đầu bài Cửu chương toán pháp ca, Phạm Hữu Chung có nhắc đến việc Lương Thế Vinh soạn ra bảng cửu chương cho Việt Nam như sau:
Nhân tòng thả luận pháp toán
Học cho tường thời tính mới nên
Trời sinh trạng nguyên họ Lương
Ở huyện Thiên Bản danh miền Cao Hương
Thông thay chữ nghĩa văn chương
Tới nay nhiệm nhặt ngỏ ngàng tinh thông…
Cuốn sách không được chia thành các chương và chứa các mục ngắn về:
- Bảng cửu chương.
- Tính diện tích ruộng đất
- Cách tính diện tích hình tròn, hình bán nguyệt, hình đa giác...
- Cách tính khai phương,
- Phép tính cộng, trừ, nhân, chia...
- Cách tính theo lối nhiều hơn, ít hơn...

Cuốn sách có các bài toán được trình bày dưới dạng truyền thống: Bài toán-Đáp số-Lời giải. Ngoài ra sách có chép thêm một số phép xem bói, độn, cách tính ngày giờ lành dữ...
Hiện tại Viện Hán Nôm sưu tầm được 2 bản chép tay Cửu chương lập thành Toán pháp. Ngoài bản in năm 1713, được đánh ký hiệu AB.173 (56 tr., 20 x 14), còn một bản chép tay, đánh ký hiệu AB.563 (44 tr., 17 x 13). Bản AB.173 có thêm Tẩy oan truyện, (Nôm), thể 6 - 8, nói về cách xét nghiệm các huyệt trong cơ thể con người, có kèm 2 hình vẽ; bài Thủy triều ca nói về quy luật lên xuống của nước thủy triều; bài ca về mặt trời mọc, lặn.